# Clarias brachysoma
Clarias brachysoma és una espècie de peix de la família dels clàrids i de l'ordre dels siluriformes.

## Morfologia
Els mascles poden assolir els 50 cm de llargària total.

## Distribució geogràfica
És un endemisme de Sri Lanka.